# Сортавала (футбольный клуб)
«Сортавала» — бывший российский футбольный клуб из одноимённого города, существовавший в 1995—2000 годах. С 1996 по 1998 годы выступал в одном из низших дивизионов чемпионата Финляндии.

## История клуба
Клуб был создан предпринимателем Андреем Мищенко в 1995 году при поддержке Госкомспорта Карелии на базе любительской команды, ранее существовавшей при местном мебельно-лыжном комбинате.
В 1995 году клуб также стал обладателем кубка чемпионов Северо-Западного региона России.
В 1996 году Мищенко, достигнув соглашения с руководством РФС, получил разрешение на переход «Сортавалы» в чемпионат Финляндии. Коллектив, переименованный в «Сортавалан-Паллосеура», стартовал с выступлений в пятой по силе лиге. 
Большинство домашних матчей клуб проводил на Городском стадионе в Китеэ, однако в августе 1996 года провёл встречу против команды «КиуПа» на арене в Сортавале.
В 1997 году «Сортавала» сумела дойти до пятого раунда Кубка Финляндии, уступив затем со счётом 2:3 клубу «Нильсиэн Пало-Хаукат», тренировал команду Алексей Стрепетов.
В 1998 году команда была оштрафована Ассоциацией футбола Финляндии из-за серьёзных нарушений регламента, что в совокупности с произошедшим в России дефолтом привело к отказу руководства «Сортавалы» от выступления в следующем сезоне первенства.
Затем команда продолжила участие в чемпионате Карелии, однако в 2000 году прекратила своё существование.